# Gynoplistia penana
Gynoplistia penana är en tvåvingeart som beskrevs av Alexander 1967. Gynoplistia penana ingår i släktet Gynoplistia och familjen småharkrankar. Inga underarter finns listade i Catalogue of Life.